# 실레시아
실레시아(라틴어: Silesia), 슐레지엔(독일어: Schlesien), 또는 실롱스크(폴란드어: Śląsk)는 폴란드 영토 대부분, 그리고 체코 및 독일 일부에 걸쳐져 있는 역사적 지역이다. 실레시아의 영토는 40,000㎢이고, 인구는 약 8,000,000명이다. 실레시아는 크게 두 개의 하위지역으로 나뉘는데 서쪽의 니더슐레지엔, 그리고 동쪽의 고르니실롱스크로 나뉜다. 실레시아는 건축, 의상, 요리, 전통, 그리고 실레시아어를 포함한 다양한 문화를 가지고 있다.
실레시아는 오데르강을 따라 난 지역이며, 남쪽 국경을 따라 수데티산맥이 뻗어 있다. 실레시아에는 많은 역사 명소와 유네스코 세계문화유산이 있다. 이 지역은 또한 광물 및 천연자원이 풍부하며, 몇몇 중요한 공업지역도 이곳에 있다. 실레시아의 가장 큰 도시이자 니더슐레지엔의 수도는 브로츠와프이며, 고르니실롱스크의 역사적 도읍지는 오폴레이다. 실레시아 내 가장 큰 대도시권은 실레시아 대도시권으로, 대도시권의 중심은 카토비체다. 체코의 도시 오스트라바와 독일의 괴를리츠가 실레시아와 국경을 접하고 있다.
슐레지엔의 국경과 소속은 시간이 지남에 따라 바뀌어 왔으며, 귀족 가문들의 세습과 근대 민족국가의 출현으로, 폴란드, 그 중에서도 옐레니아 고라 계곡에 성이 풍부해졌다. 실레시아를 처음으로 통치한 것으로 알려진 국가들은 아마도 9세기 말의 대모라바 왕국과 10세기 초의 보헤미아 공국이다. 10세기에 실레시아는 초기 폴란드에 병합되었으며, 12세기 이후 실레시아는 분열을 거쳐 폴란드의 지방 공국이었던 실레시아 공국을 형성했다. 이후 더욱 분열된 결과, 실레시아는 여러 개의 공국으로 나뉘었고, 피아스트 왕조의 여러 가문이 실레시아의 공국들을 다스렸다. 14세기 실레시아는 신성 로마 제국의 지배를 받는 보헤미아 왕관령의 구성국이 되었고, 1526년부터는 오스트리아 합스부르크 군주국의 지배를 받았다. 그러나, 많은 공작들이 피아스트, 야기에우워, 소비에스키 가문으로부터 온 폴란드 공작들의 통치 하의 공식적인 봉건 영지로 남아있었고, 일부는 17세기에서 18세기까지 이런 지위를 유지했다. 실레시아 전쟁 이후, 실레시아는 1742년 프로이센 왕국에 병합되었다.
제1차 세계 대전 이후, 폴란드와 체코가 독립하면서 고르니실롱스크의 동쪽 끝 부분은 실레시아 봉기와 고르니실롱스크 국민투표로 폴란드의 영토가 되었다. 오스트리아령 실레시아는 체코슬로바키아와 폴란드가 나누어가졌다. 제2차 세계 대전 당시 독일이 실레시아 전체를 병합한 결과, 실레시아는 나치 독일이 지배하게 되었다. 1945년 제2차 세계 대전 이후, 독일이 점령했던 실레시아 대부분은 포츠담 협정에 따라 폴란드 관할로 돌아왔다. 1815년부터 실레시아에 속해 있던 오데르-나이세 선 서쪽의 작은 루사티아 지역은 동독에 속하게 되었다.
1945년부터 약 3년 동안 진행된 강제 인구 이동으로, 오늘날 실레시아의 주민들은 각각의 나라의 국어를 사용한다. 이전에 독일어를 사용했던 니더슐레지엔 주민들은 폴란드어가 섞인 새로운 사투리와 새로운 의상을 발전시켰다. 실레시아어가 폴란드어의 사투리인지, 독립된 언어인지에 대한 논쟁은 지금도 이어지고 있다. 실레시아 독일어는 해당 언어를 사용하는 사람들이 축출되어 거의 소멸 상태에 이르렀다.

## 명칭
서로 다른 언어로 된 실레시아의 이름은 아마도 그들의 어원을 공유한다.—Śląsk pl; Schlesien de; Slezsko cs; Schläsing; Ślōnsk all; Šlazyńska; Šleska; 라틴어, 스페인어 및 영어 Silesia; Silésie; Silezië; Slesia; Sliezsko; Sląsk. 이 이름들은 모두 실레지아 중남부에 있는 강 이름과 및 산 이름인 Ślęża에서 유래했으며, 이곳들은 기독교화 이전 이교도 숭배의 장이었다.
"Ślęża"는 인도유럽이전언어의 수많은 지명 중 하나로 등록되어 있다. 몇몇 폴란드어 학자들에 따르면 Ślęża pl 또는 Ślęż pl 옛 폴란드 단어인 ślęg pl  또는 śląg pl와 이어지며 축축함, 습기, 습도를 의미한다. 이들은 Śląsk pl라는 이름의 유래가 실링기족에서 유래했다는 일부 독일 학자들이 선호하는 어원의 가설에 동의하지 않는다.
폴란드어의 용법에서 "Śląsk"는 폴란드령 그로니실롱스크와 오늘날의 실롱스크주를 가리키며, 1945년부터 1948년까지 독일어 사용자의 인구가 압도적이었기 때문에 많은 관점에서 그로니실롱스크와 차이가 있는 니더슐레지엔에 사용하지는 않는다.

## 같이 보기
- 독일인의 도피 및 추방 (1944년-1950년)